# Typha persica
Typha persica là một loài thực vật có hoa trong họ Typhaceae. Loài này được Ghahr. & Sanei miêu tả khoa học đầu tiên năm 1979.